# أغنية الناقوس

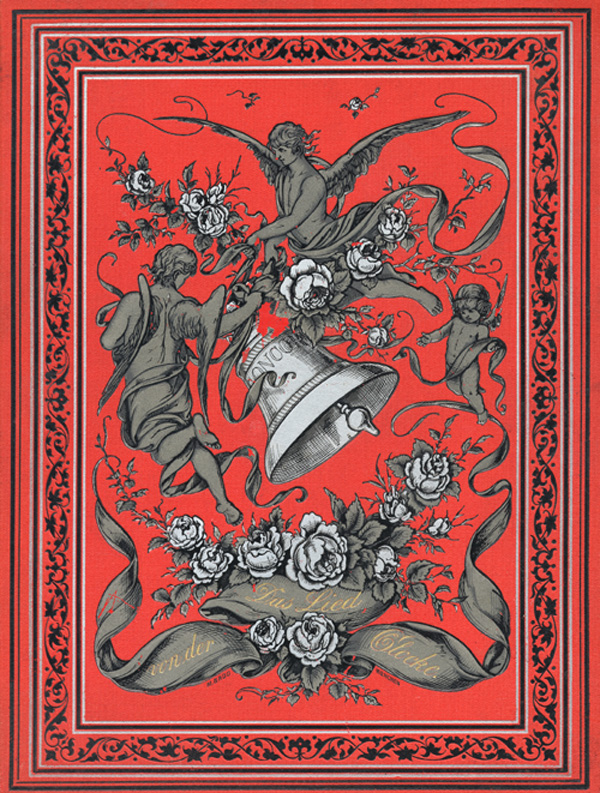
غلاف للقصيدة من تصميم ألكسندر فون ليزين-ماير

أغنية الناقوس (بالألمانية: Das Lied von der Glocke) قصيدة للشاعر الألماني فريدرش شيلر (1759-1805) نُشرت للمرة الأولى في عام 1798، تعتبر القصيدة واحدة من أشهر القصائد في الأدب الألماني ومن أطولها بعدد 430 سطراً. كانت ردود الفعل الأولى للقصيدة إيجابية بدون استثناء بعد نشرها، وعلى الرغم من نجاحها إلا أنها لاحقاً تلقت انتقادات كبيرة. ترجمت قصيدة شيلر إلى عدد كبير من اللغات، مما أعطى القصيدة شهرة عالمية، إضافة إلى الترجمات إلى اللهجات الألمانية المختلفة.

## وصلات خارجية
| - أغنية الناقوس، على ويكي مصدر الألمانية. - أغنية الناقوس، على ويكي مصدر الإنجليزية. - أغنية الناقوس، على كتب جوجل. | - أغنية الناقوس، على أرشيف الإنترنت. - أغنية الناقوس، على موقع أمازون. - أغنية الناقوس، على الفهرس العالمي. |  |